# Ruby Dee
Pour les articles homonymes, voir Dee.
Ruby Dee, née Ruby Ann Wallace, le 27 octobre 1922 à Cleveland, Ohio (États-Unis) et morte le 11 juin 2014 à Nouvelle-Rochelle, est une actrice, scénariste, et productrice afro-américaine.

## Biographie
Ruby Dee découvre sa passion avec sa mère dès l'âge de 13 ans. Elle fait ses premiers pas dans l'église de son village, et puis elle commence une carrière d'actrice et scénariste dans le théâtre de son collège.

## Filmographie

### Cinéma
- 1939 : What a Guy
- 1947 : That Man of Mine

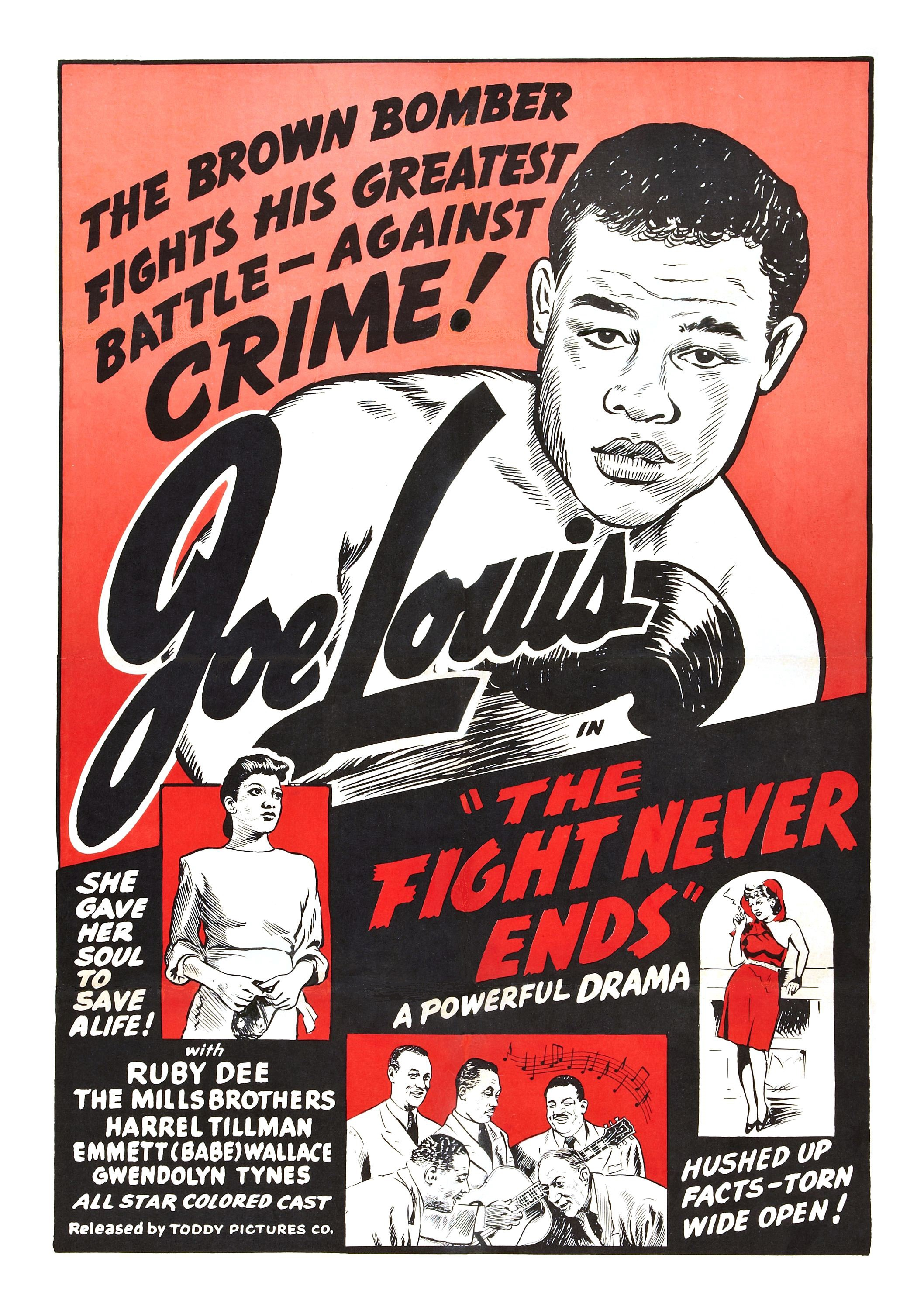
Ruby Dee à l'affiche de The Fight Never Ends (1949)

- 1949 : The Fight Never Ends : Janie
- 1950 : The Jackie Robinson Story : Rae Robinson
- 1950 : La porte s'ouvre (No Way Out) : Connie Brooks
- 1951 : Le Grand Attentat (The Tall Target) : Rachel
- 1954 : Go, Man, Go!
- 1956 : The Great American Pastime (en) d'Herman Hoffman : Mme Ashlow
- 1957 : L'Homme qui tua la peur (Edge of the City) : Lucy Tyler
- 1958 : Virgin Island : Ruth
- 1958 : St. Louis Blues : Elizabeth
- 1959 : Take a Giant Step : Christine
- 1961 : Un raisin au soleil (A Raisin in the Sun) : Ruth Younger
- 1963 : The Balcony : Une voleuse
- 1963 : Gone Are the Days! de Nicholas Webster (en) : Lutiebelle Gussie Mae Jenkins
- 1967 : L'Incident (The Incident) : Joan Robinson
- 1968 : Up Tight! : Laurie
- 1972 : Buck et son complice (Buck and the Preacher) : Ruth
- 1972 : Black Girl : La mère de Netta
- 1976 : Countdown at Kusini (en) d'Ossie Davis : Leah Matanzima
- 1980 : The Torture of Mothers
- 1982 : La Féline (Cat People) : Fumelle
- 1989 : Do the Right Thing : Mother Sister
- 1990 : L'Amour poursuite (Love at Large) : Corrine Dart
- 1991 : Jungle Fever : Lucinda Purify
- 1992 : Jazztime Tale : Lucinda âgée
- 1993 : Un flic et demi (Cop and ½) : Rachel
- 1995 : Tuesday Morning Ride
- 1995 : Juste Cause (Just Cause) : Evangeline
- 1997 : La Guerre des fées (film) (A Simple Wish) : Hortense
- 1999 : P'tits génies (Baby Geniuses) : Margo
- 2002 : Baby of the Family
- 2005 : The Way Back Home : Maude
- 2005 : Dream Street
- 2006 : No. 2 : Nanna Maria
- 2007 : American Gangster : Mama Lucas, la mère de Frank

### Télévision
- 1946 : The First Year (téléfilm)
- 1951 : Frontiers of Faith (série télévisée) : Grace Gilmore
- 1960-1961 : Play of the Week (série télévisée) : Lila / Jane
- 1962 : Seven Times Monday (téléfilm) : Lila
- 1963 : Alcoa Premiere (en) (série télévisée) : Irene Clayton
- 1963 : The Nurses (série télévisée) : Jenny Bishop
- 1963 : Le Fugitif (The Fugitive) (série télévisée) : Laura Smith
- 1963 : The Great Adventure (en) (série télévisée) : Harriet Tubman
- 1963 : East Side/West Side (série télévisée) : Marilyn Mardsen
- 1965 : Les Accusés (The Defenders) (série télévisée) : Catherine Collins
- 1967 : Haine et Passion (The Guiding Light) (série télévisée) : Martha Frazier
- 1968-1969 : Peyton Place (série télévisée) : Alma Miles
- 1969 : The Bold Ones: The Protectors (série télévisée) : Lucinda
- 1971 : The Sheriff (série télévisée) : Sue-Anne Lucas
- 1973 : Chelsea D.H.O. (téléfilm) : Dr. Bianca Pearson
- 1973 : Tenafly (série télévisée) : Jan Lennox
- 1974 : It's Good to Be Alive (téléfilm) : Ruth Campanella
- 1974 : Wedding Band (téléfilm) : Julia Augustine
- 1975 : Sergent Anderson (Police Woman) (série télévisée) : Cora Sanders
- 1978 : Watch Your Mouth (série télévisée) : Mme Fullo
- 1979 : Racines 2 (Roots: The Next Generations) (série télévisée) : Reine Haley
- 1979 : I Know Why the Caged Bird Sings (en) (téléfilm) : Grand-mère Baxter
- 1980 : Le Noir et le Blanc (All's God Children) (téléfilm) : Irene Whitfield
- 1982 : Long Day's Journey Into Night (téléfilm) : Mary Tyrone
- 1985 : The Atlanta Child Murders (série télévisée) : Faye Williams
- 1985 et 1990 : American Playhouse (série télévisée) : Mme Grimes / Zora Neal Hurston
- 1987 : Spenser (série télévisée) : Eleanor Simpson
- 1987 : Crown Dick (téléfilm) : La mère de Johnson
- 1988 : Windmills of the Gods (téléfilm) : Dorothy
- 1988 : Lincoln (série télévisée) : Elizabeth Keckley
- 1990 : China Beach (série télévisée) : Ruby
- 1990 : The Court-Martial of Jackie Robinson (téléfilm) : La mère de Jackie
- 1990 : Les Craquantes (The Golden Girls) (série télévisée) : Viola Watkins
- 1990 : Decoration Day (téléfilm) : Rowena
- 1991 : Jazztime Tale (téléfilm) : La narratrice (Voix)
- 1992 : Middle Ages (téléfilm) : Estelle Williams
- 1993 : The Ernest Green Story (en) (série télévisée) : Mme Lydia Wilson
- 1993 : Evening Shade (série télévisée) : Aurélia Danforth
- 1994 : Le Fléau (The Stand) (série télévisée) : Mère Abigail Freemantle
- 1995 : Street Gear (série télévisée) : Mosley Davis
- 1996 : Mr. and Mrs. Loving (téléfilm) : Sophia
- 1996 : Captive Heart: The James Mink Story (téléfilm) : Indigo
- 1998 : The Wall (en) (téléfilm) : Mme Mitchell
- 1998 : Promise Land (série télévisée) : Alicia
- 1999 : Cosby (série télévisée) : Mattie
- 1999 : Passing Glory (téléfilm) : Mommit Porter
- 1999 : Having Our Say: The Delany Sisters First 100 Years (téléfilm) : Annie Elizabeth Delany
- 1999 : Shelly Fisher (téléfilm) : Mme Greenspan
- 1999 : Les Anges du bonheur (Touched by an Angel) (série télévisée) : LaBelle
- 1999-2002 : Bill junior (série télévisée) : Alice le grande (Voix)
- 2000 : Une rencontre pour la vie (A Storm in Summer) (téléfilm) : Grand-mère
- 2000 : Happily Ever After: Fairy Tales for Every Child (série télévisée) : Grand-mère
- 2001 : Les Racines du destin (Feast of All Saints) (téléfilm) : Elsie Claviere
- 2001 : Taking Back Our Town (téléfilm) : Emelda West
- 2005 : Their Eyes Were Watching God (en) (téléfilm) : Nanny
- 2007 : Les Experts (CSI: Crime Scene Investigation) (série télévisée) : Mary Wilson
- 2009 : America (en) (téléfilm) : Mme Harper
- 2013 : Betty and Coretta (téléfilm) : La narratrice

### Scénariste
- 1968 : Up Tight!

### Producteur
- 1968 : Up Tight!

## Distinctions

### Nominations
- 1940 : Miss Ohio, nommée Miss USA
- 1945 : meilleure actrice dramatique aux Golden Globes
- 1956 : meilleure scenario
- 1960 : meilleure photogénie